# Вулиця Іллінська (Новомиргород)
Ву́лиця Іллі́нська (колишня назва — Жовтнева) — вулиця в місті Новомиргород Кіровоградської області, пролягає через місцевість Софіївка. Протяжність — близько 1,7 км.
Частина вулиці є відрізком дороги, що сполучає з Новомиргородом віддалені села району (Петроострів, Миролюбівку тощо).

## Розташування
Вулиця розташована в південній частині міста. Починається від вулиці Соборності поблизу місцевої ЗОШ № 3, простягається на захід до річки Велика Вись.
Прилеглі вулиці: Озерна, Паші Ангеліної, В'ячеслава Чорновола, Чорногорська, пров. Гвардійський, Зоряна, Чайковського.

## Історія
З 1756 року в районі сучасної Іллінської вулиці осідають вихідці з Балкан. Ця місцевість отримала назву Чорногорія.
Вулиця показана на плані міста 1799 року. Під сучасною назвою згадана в судових документах 1916 року.
До листопада 2015 року вулиця мала назву Жовтнева. Відповідно до протоколу №2 засідання топонімічної комісії при виконавчому комітеті Новомиргородської міської ради від 9 вересня 2015 року, на громадське обговорення з-поміж інших урбанонімів було винесено варіант перейменування вулиці на вул. Іллінську. 13 листопада того ж року на сесії міської ради вулицю було перейменовано.

## Об'єкти
Об'єкти, розташовані на вулиці Іллінській:
- Іллінська церква (1786).